# Baile da Ilha Fiscal

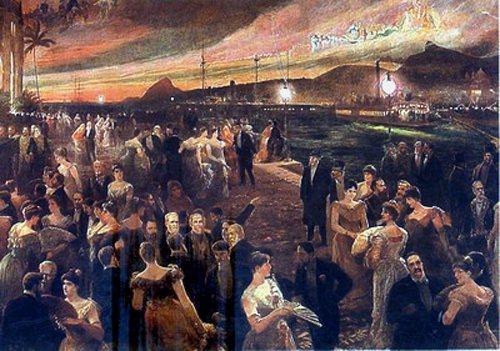
O Último Baile do Império (óleo sobre tela, Aurélio de Figueiredo, Museu Histórico Nacional)

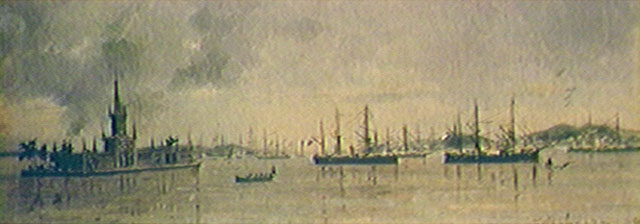
Ilha Fiscal no dia do último baile do Império (óleo sobre tela, Francisco Joaquim Gomes Ribeiro.)

O Baile da Ilha Fiscal, também conhecido como O Último Baile do Império, ocorreu em 9 de novembro de 1889, um sábado, em homenagem aos oficiais do navio chileno "Almirante Cochrane". Realizado na ilha Fiscal, no centro histórico do Rio de Janeiro, então capital do Império. Foi a última grande festa da monarquia antes da Proclamação da República, em 15 de novembro, uma sexta-feira, seis dias após o baile.
Inicialmente marcado para 19 de outubro, foi adiado por ocasião da morte do rei Luís I de Portugal (1861–1889), sobrinho de Pedro II do Brasil. O evento, que reuniu toda a sociedade do Império, formalmente homenageava a oficialidade dos navios chilenos ancorados na baía havia duas semanas. Contudo, na verdade, comemorava as bodas de prata da princesa Isabel e do Conde d'Eu. Além disso, a intenção do visconde de Ouro Preto, presidente do Conselho de Ministros, era de tornar inesquecível este baile, para reforçar a posição do Império, contra as conspirações republicanas. O dinheiro gasto por ele no baile, 250 contos de réis, foi retirado do Ministério da Viação e Obras Públicas, este valor correspondia a quase 10% do orçamento previsto de toda a província do Rio de Janeiro para o ano seguinte. Existiram críticas à corte pelo ato, visto que esta quase não promovia bailes.
O baile teve um requinte incomum para a coroa brasileira, que era enxuta. O Palacete foi intensamente decorado, em seus jardins foram montadas duas mesas, em formato de ferradura, onde foi servido um jantar para 500 dos 4 500 convidados, sendo 250 em cada uma. Iguarias incomuns como o sorvete e o faisão foram servidas.

## Jantar
O jantar oferecido teve pratos incomuns para a época e bebidas alcoólicas importadas, dentre estes: 
- 800 kg de camarão;
- 300 frangos;Capa do cardápio do último Baile da Ilha Fiscal, 1889. Arquivo Nacional.
- 500 perus;
- 64 faisões;
- 1 200 latas de aspargos;
- 20 000 sanduíches;
- 14 000 sorvetes;
- 2 900 pratos de doces;
- 10 000 litros de cerveja;

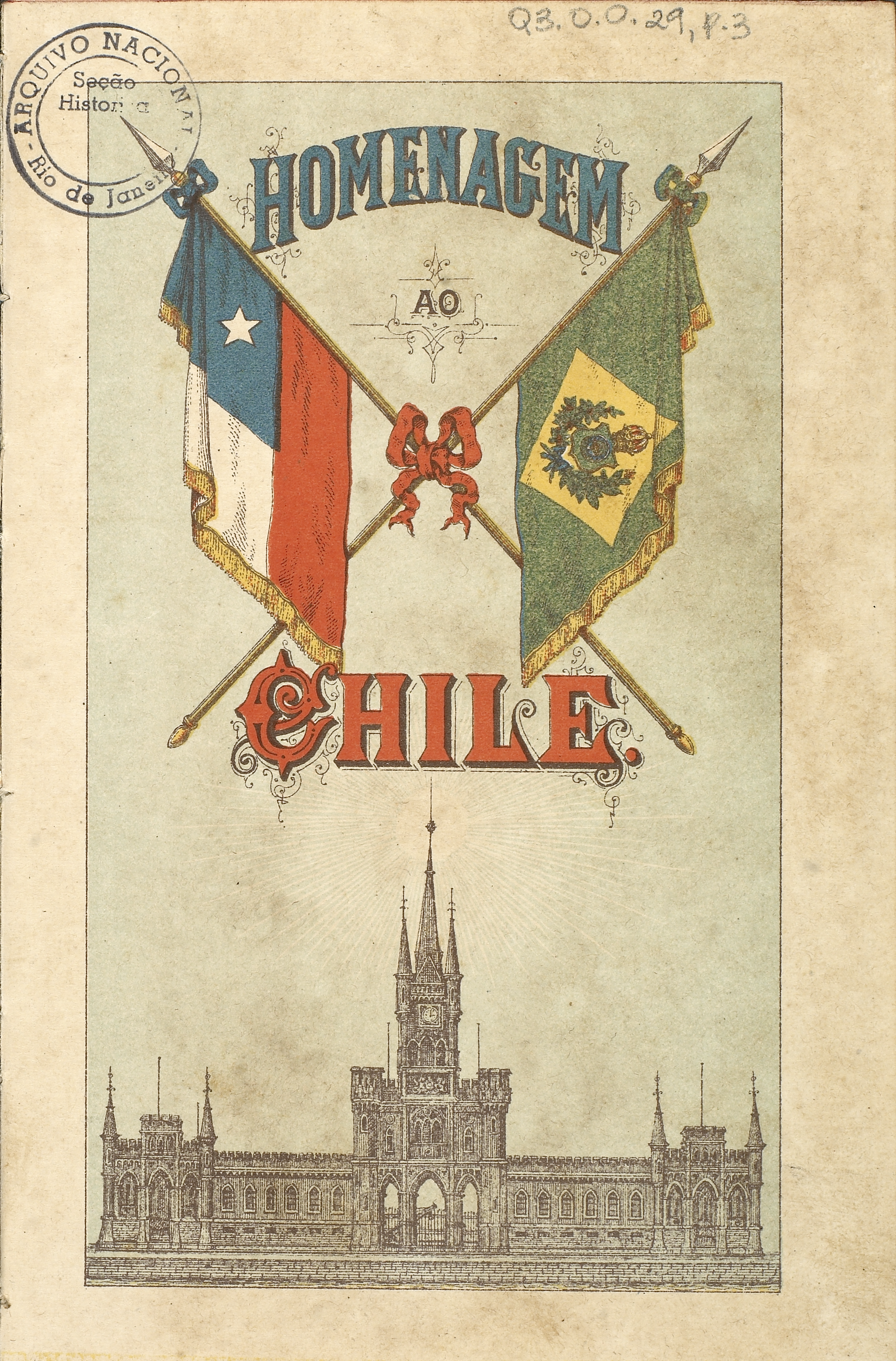
Capa do cardápio do último Baile da Ilha Fiscal, 1889. Arquivo Nacional.

- 304 caixas de vinhos, champagne e bebidas diversas.

Uma banda, instalada a bordo do "Almirante Cochrane", o navio homenageado, tocou valsas e polcas madrugada adentro.

"Dançou-se muito no O Último Baile do Império, mas o que os convidados não imaginavam, nem o imperador D. Pedro II, é que se dançava sobre um vulcão. À mesma hora em que se acendiam as luzes do palacete para receber os milhares de convidados engalanados, os republicanos reuniam-se no Clube Militar, presididos pelo tenente-coronel Benjamin Constant, para maquinar a queda do Império. "Mais do que nunca, preciso sejam-me dados plenos poderes para tirar a classe militar de um estado de coisas incompatível com sua honra e sua 
dignidade", discursou Constant na ocasião, tendo como alvo justamente o Visconde de Ouro Preto. Longe dali, ao lado da família imperial, o visconde desmanchava-se em sorrisos ao comandar seu suntuoso festim. A família imperial chegou ao cais pouco antes das 10 horas. D. Pedro II, fardado de almirante, a imperatriz Teresa Cristina e o príncipe D. Pedro Augusto embarcaram primeiro. Quinze minutos depois foi a vez da princesa Isabel e do conde D’Eu. Uma vez no palácio, foram conduzidos a um salão em separado, onde já se achavam reunidos membros do corpo diplomático estrangeiro oficiais e alguns eleitos da sociedade carioca. O guarda-roupa da imperatriz não chegou a causar impressão especial entre os convidados - um vestido de renda de chantilly preta, guarnecido de vidrilhos. A toalete da princesa Isabel, no entanto, causou exclamações de admiração pelo luxo e pela beleza. Ela portava uma roupa de moiré preta listrada, tendo na frente um corpinho alto bordado a ouro. Nos cabelos, carregava um diadema de brilhantes."

Página do cardápio do último Baile da Ilha Fiscal, 1889. Arquivo Nacional.

Um fato irônico, até hoje não confirmado, ocorreu logo após a chegada da família real, às 22 horas: conta-se que D. Pedro II, ao entrar no salão do baile, desequilibrou-se e levou um tombo. Foi amparado por dois jornalistas. Ao recompor-se, exclamou: "O monarca escorregou, mas a monarquia não caiu!". Apesar do sucesso do baile, o imperador pouco se divertiu. Ficou sentado, visto que já estava em idade avançada, o tempo todo e foi embora à 1h da madrugada, sem jantar.

Outro acontecimento curioso ocorreu no término da festa. Às 5 horas da madrugada, após a saída dos convidados, os trabalhos de limpeza revelaram alguns artigos inusitados espalhados pelo chão: além de copos quebrados e garrafas espalhadas, foram recolhidas condecorações perdidas e até peças de roupas íntimas femininas. O fato pode, entretanto, ser fictício, uma vez que foi relatado na coluna humorística Foguetes, do periódico carioca "O Paiz", no dia 12 de novembro, nestes termos:
"Houve quem perdesse dragonas, chapéus de sol, chapéus de cabeça, lenços, e até - parece incrível, mas é rigorosamente verdadeiro - uma senhora deixou lá ficar o espartilho!!!"

## Repercussão
A distribuição dos 5 mil convites começou no dia 4 de novembro. As roupas finas das lojas do Rio de Janeiro se esgotaram. Setenta e duas horas antes do baile já não havia vagas nos cabeleireiros. As senhoras lotavam as lojas de roupas finas e os cavalheiros recorriam aos alfaiates, para ajustar suas casacas e às barbearias, para cortar o cabelo ou aparar os bigodes e barbas. Muitas senhoras chegavam às 9 horas da manhã, para fazer os cabelos
Duas bandas militares tocaram quadrilhas, valsas, polcas e mazurcas para os convidados, que dançaram em seis salões do castelo. A princesa Isabel foi uma das pés-de-valsa mais animadas. Depois da festança, às 6 horas da manhã, o pessoal da limpeza achou: 37 lenços, 24 cartolas e chapéus, 8 raminhos de corpete, 3 coletes de senhoras e 17 cintas-ligas.[carece de fontes?]
O baile foi comentado pela imprensa durante alguns dias, o que trouxe uma falsa imagem de solidez da coroa. 

## Contexto histórico

### Anterior ao Baile
- Ascensão do Movimento Republicano
- Convenção de Itu
- Lei Áurea
- Guerra do Paraguai

### Posterior ao Baile
- Golpe de Estado Republicano
- República do Brasil